# Karl Silfverberg
Karl Josef Arnold Silfverberg, född 25 juli 1899 i Karlskrona, död 23 oktober 1978 i Stockholm,var en svensk officer i Marinen och Flygvapnet.

## Biografi
Silfverberg avlade sjökaptenexamen 1922, blev fänrik vid Flottans reserv 1923, löjtnant 1928, vid Flygvapnet 1929, genomgick Kungliga Sjökrigshögskolan (KSHS) 1933–1934, blev kapten 1936, major 1940, överstelöjtnant 1942, överste 1943 och generalmajor 1959. Han blev chef för Flygstabens organisationsavdelning 1940, var souschef vid Flygstaben 1943–1948, tillika chef för Flygkrigshögskolan (FKHS) 1944–1945, inspektör för tekniska tjänsten 1948-59 och chef för Flygvapnets personaldelegation 1959-64. 
Silfverberg deltog i ett flertal utredningar angående försvarsväsendets ordnande och organisering (sekreterare i försvarsutskottet 1942), privatflygets ordnande 1941–1943, statliga pensionsåldrar 1944 och 1948, ledamot av statens organiseringskommitté 1944–1948, försvarets fastighetsnämnd 1954–1964, vice ordförande i statstjänstemannanämnden 1944). Han var förste vice ordförande i Statstjänstemännens riksförbund (SR) 1946–1954, ordförande 1955–1959 (därefter hedersledamot), styrelseledamot i Kungliga svenska aeroklubben (KSAK) 1943–1948 och 1954–1963 (därefter hedersledamot), vice ordförande i Svenska flygares riksförbund 1944, ordförande i Svenska officersförbundet 1950–1956 (därefter hedersledamot), ledamot av försvarets personaldelegation 1959–1964, ordförande i Sveriges luftbevakningsförbund 1959–1962 och ledamot av Diakonistyrelsens militärnämnd 1952–1964. 
Silfverberg invaldes som ledamot av Krigsvetenskapsakademien 1943. Han blev riddare av Vasaorden 1942, av Svärdsorden 1943 och av Nordstjärneorden 1946 samt kommendör av andra klassen av Svärdsorden 1947 och kommendör av första klassen 1949. 
Karl Silfverberg var gift med Karin Silfverberg, född Andersson. De var föräldrar till Percy Silfverberg. Silfverberg är begravd på Galärvarvskyrkogården i Stockholm.